# Witold Chodźko

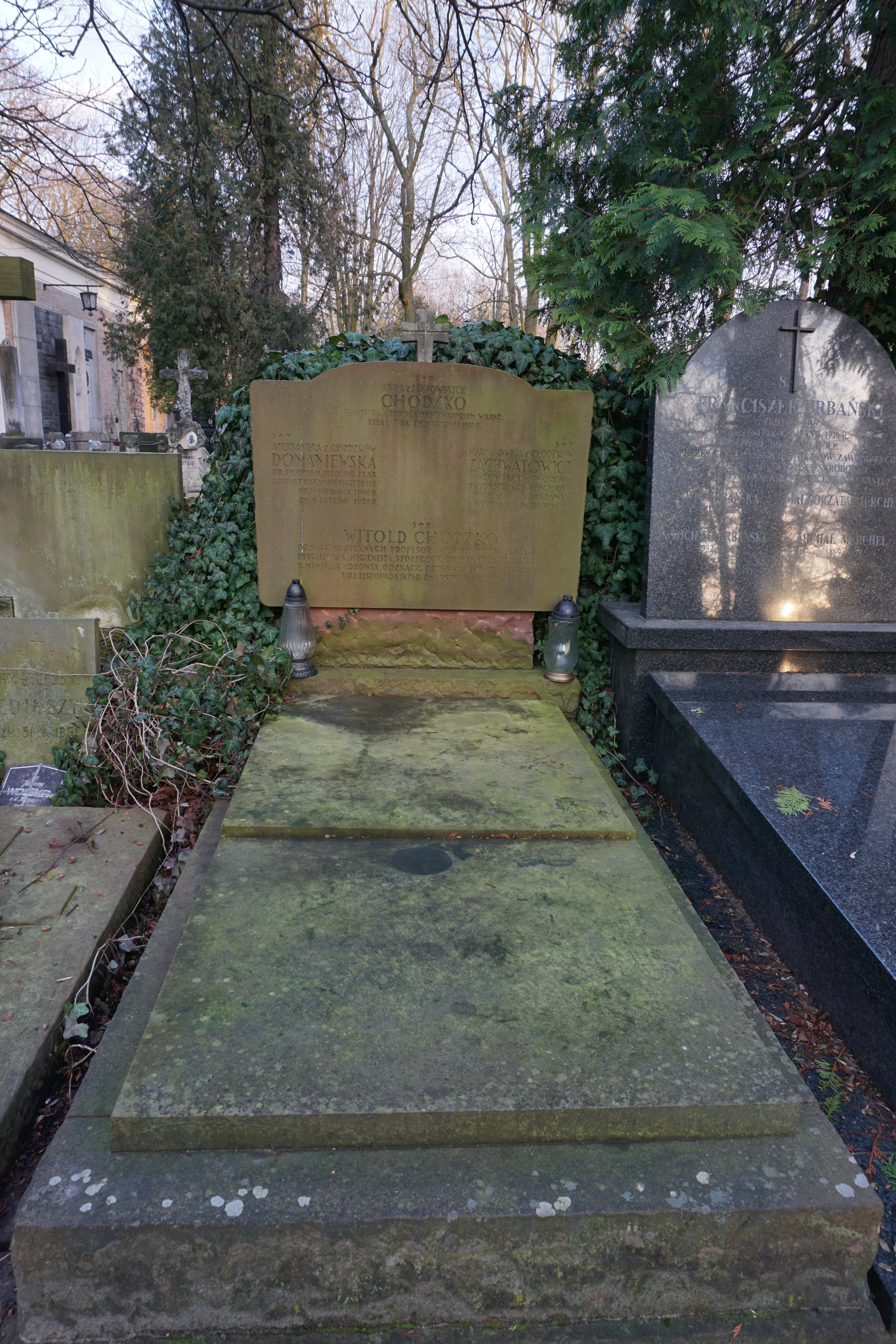
Grób Witolda Chodźki na cmentarzu Powązkowskim (przed renowacją)

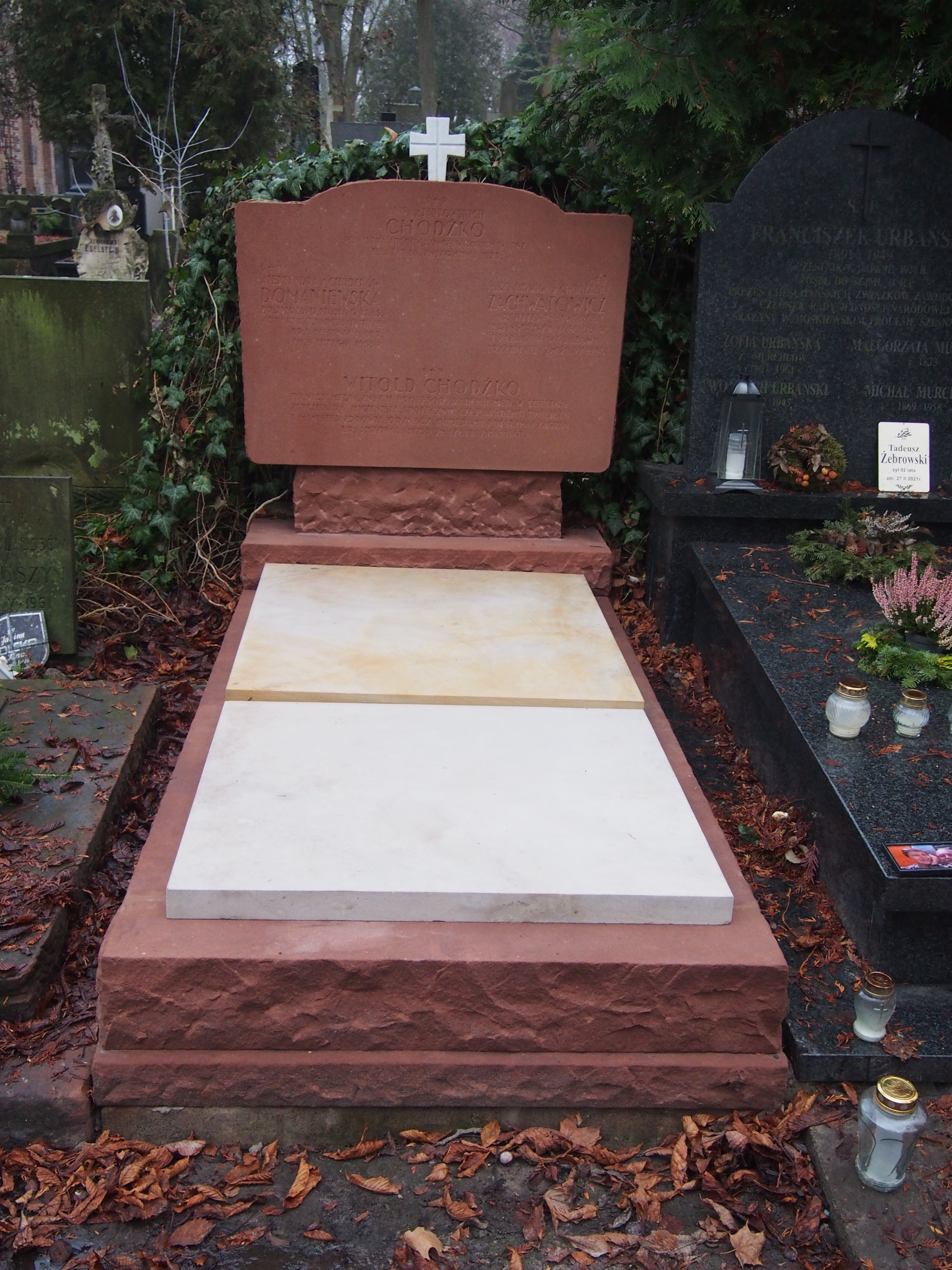
Grób Witolda Chodźki na cmentarzu Powązkowskim (po renowacji)

Witold Chodźko (ur. 1 listopada 1875 w Piotrkowie Trybunalskim, zm. 17 stycznia 1954 w Warszawie) – polski lekarz psychiatra i neurolog, społecznik, polityk, minister zdrowia publicznego i opieki społecznej, wolnomularz.

## Życiorys

### Rodzina Chodźków
Był synem Leonarda i Zofii z domu Jasińskiej. Rodzina Chodźków była znana i rozgałęziona na Litwie. Dziad Witolda, Jan Chodźko gospodarzył na roli w majątku Wilejkowicze w parafii Żodziszki, miał kilkoro dzieci, z których najstarszy Tyburcy Chodźko, za udział w powstaniu styczniowym został w 1864 zesłany do Wiatki, gdzie przebywał 27 lat. Drugi i najmłodszy syn Leonard, ojciec Witolda, ukończył gimnazjum w Wilnie i w 1865 znalazł się w Piotrkowie Trybunalskim, gdzie został współwydawcą czasopisma „Tydzień”, do którego pisywał artykuły wstępne i literackie. Następnie założył księgarnię. W 1883 przerwał pracę z powodu gruźlicy płuc, przeniósł się do rodziny na Litwę, gdzie zmarł.
Ojciec Aleksandry, filologa klasycznego – żony Zbigniewa Domaniewskiego (muzyka) oraz Marii (architekta) – żony architekta Jana Zachwatowicza, wybitnego konserwatora zabytków. Dziadek Krystyny Zachwatowicz (scenografki) – żony Andrzeja Wajdy (reżysera) i Joanny Katarzyny Zachwatowicz-Jasieńskiej (muzyczki) – żony Ksawerego Jasieńskiego (spikera Polskiego Radia).

### Edukacja
Uczęszczał do IV Rządowego Gimnazjum Filologicznego w Warszawie. Ukończył edukację ze srebrnym medalem. W 1894 rozpoczął studia na Wydziale Lekarskim Uniwersytetu Warszawskiego, które ukończył w 1899, dyplom lekarski uzyskał w 1900 r. Następnie wyjechał za granicę, w celu pogłębiania wiedzy w zakresie neurologii i psychiatrii. W Paryżu odbywał staż w klinice Alexisa Joffroya w Hôpital de la Pitié-Salpêtrière, a później został asystentem na oddziale neurologicznym prowadzonym przez Józefa Babińskiego w Hópital de la Pitie. Tam też, pod opieką naukową dr. Józefa Babińskiego, napisał swoją pierwszą rozprawę z zakresu neurologii.
Następnie z Paryża wyjechał do Grazu do Kliniki Neurologicznej Gabriela Antona.

### Praca naukowa i zawodowa
Po powrocie do kraju nie mógł znaleźć pracy w Warszawie, osiadł w osadzie Zaręby Kościelne koło Małkini początkowo prowadząc praktykę prywatną. W 1901 przeniósł się do Lublina i tam podjął pracę asystenta w prywatnej klinice psychiatrycznej Władysława Olechnowicza. Pracował również na oddziałach dla chorych psychicznie w lubelskim Szpitalu św. Wincentego a Paulo, a następnie w 1903 został przeniesiony na stanowisko ordynatora w Szpitalu św. Jana Bożego. W tym szpitalu od 1907, jako młodszy ordynator, prowadził już samodzielnie oddział psychiatryczny.  Następnie otrzymał stanowisko dyrektora Szpitala dla Psychicznie i Nerwowo Chorych w Kochanówce koło Łodzi. Posadę tę objął w 1907 i sprawował ją do 1914. Po wyjeździe z Kochanówki objął w latach 1914–1915 kierownictwo psychiatrycznego zakładu dla psychicznie chorych w Czerwonym Borze koło Radzymina. Od 1915 był ordynatorem Oddziału Psychiatrycznego w Szpitalu Św. Jana Bożego w Warszawie i pracował tam do 1918 roku.

### Działalność  polityczna i ministerialna
Od 1904 zaczął działalność polityczną, identyfikując się z partiami liberalno-demokratycznymi - wstąpił do Stronnictwa Postępowej Demokracji. W następnych latach działał w  Lidze Państwowości Polskiej. W 1916 został wybrany radnym miasta stołecznego Warszawy i pełnił tę funkcję do 1918. 
15 listopada 1917 roku Tymczasowa Rada Stanu powołała go na stanowisko kierownika Referatu Zdrowia Publicznego w Departamencie Spraw Wewnętrznych. Następnie z referatu stworzono wydział, potem sekcję i Dyrekcję Służby Zdrowia Publicznego. Był dyrektorem Służby Zdrowia, Opieki Społecznej i Ochrony Pracy Spraw Wewnętrznych Rady Regencyjnej do 1918. Kierował kolejno wszystkimi szczeblami organizacyjnymi zarówno w Radzie Stanu, jak i w Radzie Regencyjnej za czasów premiera rządu Jana Kucharzewskiego.
4 kwietnia 1918 Rada Regencyjna wyłączyła dział zdrowia z Ministerstwa Spraw Wewnętrznych i przekazała Ministerstwu Opieki Społecznej i Ochrony Pracy. Chodźko dalej kierował tam departamentem. Rada Regencyjna wydzieliła 30 października 1918 z tego ministerstwa nowy resort, tzn. Ministerstwo Zdrowia Publicznego i Opieki Społecznej.
Już w niepodległej Polsce, Naczelnik Państwa Józef Piłsudski 13 grudnia 1918 nominował Chodźkę do rządu Jędrzeja Moraczewskiego na kierownika ww. resortu. Następnie w gabinecie Ignacego Paderewskiego był podsekretarzem stanu. W kolejnych rządach w okresie od 13 grudnia 1919 do 26 maja 1923 ponownie stał na czele Ministerstwa Zdrowia Publicznego. 

### Praca w ministerstwie
Stworzył podstawy:
- ustawodawstwa sanitarnego i koordynował scalenie systemu opieki zdrowotnej z obszarów byłych zaborów,
- pracy lekarzy,
- podstawy prawne wielu obszarów działania służby zdrowia.

Ponadto jako zwolennik eugeniki, propagował działania i metody eugeniczne. Jednakże najważniejszym polem aktywności Chodźki była walka z epidemiami. W 1918 doprowadził do utworzenia Centralnego Zakładu Epidemiologicznego. Rok później uchwalono Państwową Zasadniczą Ustawę Sanitarną. Kolejnym krokiem było utworzenie Centralnego Komitetu do Walki z Durem Plamistym, a w 1920 Urzędu Naczelnego Nadzwyczajnego Komisarza do Walki z Epidemiami (NNK), gdzie w okresie od 1921-1923 Chodźko był szefem. W 1921 Centralny Zakład Epidemiologiczny został przekształcony w Państwowy Zakład Epidemiologiczny, a w 1923 w Państwowy Zakład Higieny (PZH). 

## Okresy sprawowania urzędu kierownika i ministra[9]

### Kierownik Ministerstwa Zdrowia Publicznego:
- 13.12.1918 – 16.01. 1919 – rząd Jędrzeja Moraczewskiego
- 13.12.1919 – 9.06.1920 - rząd Leopolda Skulskiego
- p.o. 9-23.06.1920
- 23.06- 24.07.1920 - Pierwszy rząd Władysława Grabskiego
- 24.07. – 13.09.1921- Pierwszy rząd Wincentego Witosa
- p.o. 13.09. – 19.09.1921
- 19.09. – 5.03.1922 - Pierwszy rząd Antoniego Ponikowskiego
- p.o. 5-10.03.1922

### Minister Zdrowia Publicznego:
- 10.03.1922 – 6.06.1922 - Drugi rząd Antoniego Ponikowskiego
- p.o. 6-18 VI 1922
- 28.06. – 7.07.1922 - rząd Artura Śliwińskiego
- p.o. 7-31.07. 1922
- 31.07.- 14.12.1922 - rząd Juliana Nowaka
- p.o. 14-16.12.1922
- 16.12.1922 – 26.05.1923 - Pierwszy rząd Władysława Sikorskiego
- p.o. 26-28.05.1923

## Działalność zawodowa (Warszawa)
- 1919-1923 przewodniczący Rady Wychowania Fizycznego i Kultury Cielesnej
- 1921 Nadzwyczajny Komisarz do Walki z Epidemiami
- 1924–1926 dyrektor Polskiego Komitetu Pomocy Dzieciom i lekarz neurolog w studenckiej Kasie Chorych
- 1926–1939 kierownik Państwowej Szkoły Higieny przy ul. Chocimskiej 24
- 1928–1933 prezes Związku Zakładu Ubezpieczeń Pracowników Umysłowych
- 1929–1931 rządowy komisarz Ogólnopaństwowego Związku Kas Chorych
- 1928–1933 wiceprzewodniczący, a od 1934 roku komisarz Scalonego Zakładu Ubezpieczeń Pracowników Umysłowych

## Działalność w Lidze Narodów
Był delegatem Rządu Polskiego w Lidze Narodów:
- 1920 – w Międzynarodowym Urzędzie Higieny Publicznej w Genewie,
- 1920 – w Radzie LN,
- 1921 – powołany przez Radę LN na stałego członka Komitetu Higieny LN,
- 1922 – drugi delegat na III Zgromadzenie Ogólne LN,
- 1928 – z-ca delegata na IX Zgromadzenie Ogólne LN,
- 1929 – z-ca delegata na X Zgromadzenie LN,
- 1930 – od tego roku delegat do Komisji Doradczej LN,
- 1930 – powołany przez Komitet Higieny LN na przewodniczącego Komisji ds. Ośrodków Zdrowia,
- 1930 – członek Komisji Doradczej LN ds. Opieki nad Dziećmi i Młodzieżą,
- 1930 – z-ca delegata na XI Zgromadzenie LN,
- 1931 – do Komisji Doradczej LN do Walki z Handlem Narkotykami,
- 1931 – przewodniczący Delegacji Rządu na Międzynarodową Konferencję w sprawie ograniczenia fabrykacji narkotyków i przewodniczący jej komisji technicznej,
- 1931 – z-ca delegata na XII Zgromadzenie Ogólne LN,
- 1933 – delegat do Rady Administracyjnej przy Wysokim Komisarzu do spraw uchodźców z Niemiec,
- 1934 – delegat na XV Zgromadzenie Ogólne LN,
- 1936 – przewodniczący Komisji Opiumowej LN,
- 1938 – przewodniczący Komitetu Przygotowawczego do konferencji międzynarodowej w sprawie ograniczenia produkcji opium.

### II wojna światowa
Podczas wojny przebywał z rodziną w Warszawie. Od początku okupacji udzielał się w Polskim Komitecie Opiekuńczym w stolicy, który był agendą Rady Głównej Opiekuńczej - organizacji charytatywnej, działającej za zezwoleniem władz niemieckich. Chodźko pełnił funkcję zastępcy prezesa Stołecznego Komitetu Samopomocy Społecznej. Formalnie był zatrudniony w bibliotece Państwowej Szkoły Higieny.  Po powstaniu warszawskim opuścił Warszawę, a po zakończeniu wojny osiadł w Lublinie. 

### Polska Rzeczpospolita Ludowa
W 1945 powołany został do Państwowej Rady Zdrowia, organu doradczego przy ministrze zdrowia. Chodźko zaangażował się w odtwarzanie życia organizacji o charakterze charytatywnym i samorządowym. W 1945 został  prezesem  Zarządu Warszawskiego Towarzystwa Pomocy Lekarskiej i Opieki nad Umysłowo i Nerwowo Chorymi. W tym samym  wszedł w skład Tymczasowego Zarządu Naczelnej Izby Lekarskiej. Oprócz tego  Chodźko podjął pracę naukową na Wydziale Lekarskim Uniwersytetu Marii Curie-Skłodowskiej w Lublinie jako profesor nadzwyczajny Katedry Higieny Ogólnej. Z kolei od 1947 profesor zwyczajny i kierownik Katedry Higieny Ogólnej i Społecznej Wydziału Lekarskiego UMCS. Działał w zakresie spraw zdrowotnych w Polskim Komitecie Opiekuńczym miasta stołecznego Warszawy i był zastępcą prezesa Stołecznego Komitetu Samopomocy Społecznej. Był pracownikiem biblioteki Państwowej Szkoły Higieny i naczelnym lekarzem Grodziskiego Oddziału Polskiego Czerwonego Krzyża. W 1951 został  inicjatorem i jednym z założycieli Zespołu Naukowo-Badawczego dla Chorób Zawodowych Wsi, przekształconego następnie w Instytut Medycyny i Higieny Wsi w Lublinie (obecnie Instytut Medycyny Wsi im. Witolda Chodźki).
Zmarł 17 stycznia 1954 roku w Warszawie. Pochowany jest na cmentarzu Powązkowskim (kwatera 170, rząd 2, miejsce 6).

## Życie prywatne
Był dwukrotnie żonaty. Pierwszą żoną była  Anną z domu Jankowska (1875-1912, którą poślubił w 1899. Z tego związku małżeńskiego przyszły na świat dwie córki - Aleksandra (filolog klasyczny, 1900-1955) i Maria (architekt, 1902-1994). Natomiast w 1914 jego drugą żoną została Helena z domu Witkowska (1872-1946).
Był członkiem Rady Najwyższej Loży Masońskiej „Prawda”. Z tego powodu Leon Chajn uważał, że profesorowie Uniwersytetu Warszawskiego nie wysunęli jego kandydatury do Nagrody Nobla.

## Działalność społeczna i międzynarodowa
Był pierwszym prezesem Towarzystwa Psychiatrów Polskich. W latach 1929– 1934 przewodniczył działaniom Naczelnej Izby Lekarskiej. Z kolei w okresie od 1935 do 1936 przewodniczył Polskiemu Towarzystwu Medycyny Prewencyjnej. W latach 1924–1926 kierował pracami Polskiego Komitetu Pomocy Dzieciom. Ponadto był członkiem Towarzystwa Lekarskiego Lubelskiego, brał udział w Komisji do Spraw Przemysłu Lekarskiego T.L.L., został członkiem Oddziału Lubelskiego Warszawskiego Towarzystwa Higienicznego. Brał czynny udział w Towarzystwie Oświatowo-Kulturalnym „Światło”, którego przewodniczącym był Stefan Żeromski, a Witold Chodźko jego zastępcą. Był współzałożycielem i przewodniczącym do chwili wyjazdu z Lublina Towarzystwa „Kropla Mleka”. Przewodniczył Polskiemu Towarzystwu Psychiatrycznemu. Intensywnie działał na forum krajowym i międzynarodowym przeciw handlowi kobietami i dziećmi. Był wiceprezesem i prezesem Polskiego Komitetu Walki z Handlem Kobietami i Dziećmi (1923).
Reprezentował Rzeczpospolitą na Zgromadzeniach Ogólnych Ligi Narodów w latach 1922, 1928, 1929, 1930, 1931 i 1934. Poza tym wchodził w skład gremiów doradczych Ligi Narodów, które zajmowały się problemami sanitarnymi, epidemicznymi czy też medycyny społecznej.  W 1920 wszedł w skład Międzynarodowego Urzędu Higieny Publicznej w Genewie oraz do Rady Ligi Narodów.
Oprócz tego był prezesem Federacji Polskich Stowarzyszeń Ligi Narodów (1925), wiceprezesem Centralnego Komitetu Społecznego Ofiarom Powodzi (1925), członkiem Rady Głównej Ligi Obrony Powietrznej Państwa (1927), prezesem Naczelnej Izby Lekarskiej (1929–1934), członkiem Polskiej Akademii Umiejętności (od 1930), prezesem Rady Fundacji im. Jakuba Potockiego i prezesem Polskiego Towarzystwa Medycyny Zapobiegawczej (1935–1936).

## Wspomnienia
Maria Zachwatowiczowa:

Całe dnie zajmowała mu praca zawodowa i społeczna, ale pozostawały jeszcze długie wieczory na pisanie opracowań naukowych i referatów. Nieliczne wolne chwile lubił spędzać w gronie rodzinnym, w teatrze lub w kinie.

S. Żeromski w liście do Chodźki pisał o działalności doktorostwa w Lublinie:

Tyle udzieliliście dobrego, tak wytrwale pracowaliście przy najcięższej pracy, przy przeoraniu początkowym najbardziej zarosłego ugoru, że, gdy się teraz myśli o waszej nieobecności prawdziwy żal przejmuje... Wiem, że gdziekolwiek będziecie, będziecie tak samo walczyć jak tu, ale przywiązujemy się do prac, zabiegów, ludzi.

Prof. J. Brzozowski na uroczystym posiedzeniu w Lublinie ku uczczeniu pamięci Chodźki mówił m.in.:

Jego serce było otwarte zarówno dla tłumu, jak i dla jednostek. Był to pierwszy Minister Polski, do którego dwa razy w tygodniu, bez meldowania u sekretarzy mógł się dostać każdy obywatel państwa, czy był bezrobotny, żebrak czy dziecko.

Swoim darem zjednywania ludzi z miejsca podbił młodzież lekarską higieny. Po jednej z przyjacielskich pogadanek ze studentami na temat profilaktyki młodzież lekarska sprawiła mu niecodzienną owację. Przy wyjściu z gmachu Uniwersytetu studenci prosili profesora, by wsiadł do czekającego samochodu, a następnie nie uruchamiając silnika, zaczęli wóz popychać rękami. W ten sposób, wiwatując i śmiejąc się, przetoczyli aż pod dom, w którym mieszkał Profesor”.

## Publikacje
- Organizacja i służby zdrowia publicznego w mieście st. Warszawie, Warszawa 1916.
- Szpitalnictwo i sprawy sanitarne w budżecie miasta st. Warszawy na r. 1917, Warszawa 1917.
- Organizacja państwowej służby i zdrowia w Królestwie Polskim w przeszłości i chwili obecnej', Warszawa 1917.
- Polskie prawodawstwo sanitarne w rozwoju historycznym, Warszawa 1917.

## Ordery i odznaczenia
- Krzyż Komandorski z Gwiazdą Orderu Odrodzenia Polski (2 maja 1922)[14][15]
- Krzyż Komandorski Legii Honorowej
- Krzyż Wielki Orderu Korony Italii
- Krzyż Wielki Orderu Korony Rumunii
- Order św. Sawy II klasy
- Złoty Krzyż Zasługi I klasy

## Upamiętnienie
- W Lublinie powstała ulica nazwana jego imieniem, wokół której znajdują się budynki dydaktyczno-naukowe i szpitale kliniczne Uniwersytetu Medycznego.
- Fundacja Salus Publica im. prof. Witolda Chodźki na Rzecz Zdrowia Publicznego powstała w 2009 w Krakowie[16]. Jej cele statutowe są w części zainspirowane ideami Patrona.
- W 2022 z inicjatywy premiera RP Mateusza Morawieckiego Fundacja ,,Stare Powązki" , w ramach projektu odrestaurowywania grobów ministrów II RP, odnowiła grób ministra Chodźki[17].